# Hannes Wader singt Arbeiterlieder
Hannes Wader singt Arbeiterlieder ist das erste Livealbum des Sängers und Liedermachers Hannes Wader, aufgenommen 1977.

## Entstehung/Bedeutung
Die Arbeiterliederaufnahmen von Hannes Wader sind die Weiterführung der Auseinandersetzung des Liedermachers mit den Liedern des Proletariats. Seine Auseinandersetzung mit derartigem Liedgut hatte schon 1974 mit dem Album Plattdeutsche Lieder begonnen. Die Alben Hannes Wader: Volkssänger (1975) und Hannes Wader singt Shanties (1978) sind ebenfalls als Ergebnis dieser Arbeit zu werten. 1990 knüpfte der Liedermacher mit Hannes Wader singt Volkslieder an diese Tradition nochmals an.
Durch die Beschäftigung mit dem überwiegend sozialistischen Liedgut versuchte Wader sich politisch stark zu engagieren. Seine Nähe zum Sozialismus führte schließlich zum Eintritt in die DKP, für die er vom 1.–3. Juli 1977 auf dem UZ-Pressefest der DKP-Tageszeitung Unsere Zeit in Recklinghausen auf Freilichtbühnen und im Zelt des Jugendmagazins elan spielte. Das Album ist das erste reine Live-Album Hannes Waders und dokumentiert diesen Auftritt. Mehrheitlich erhielt es von der Presse negative Kritiken, die meisten Radiosender spielten nun keine Wader-Platten mehr. Dennoch verkaufte sich die Platte so gut, dass zeitweilig Lieferengpässe entstanden.
Nach dem Zusammenbruch der Sowjetunion und dem Austritt Waders aus der DKP 1991 spielte er auf Live-Konzerten nur noch selten die Lieder dieses Albums. Erst zusammen mit Konstantin Wecker und anderen sang er in den 2000er Jahren wieder Bella ciao oder auch Mamita mìa und spielte letzteres und Die Moorsoldaten auch auf seinem Album Neue Bekannte (2007) ein.

## Titelliste
1. Dem Morgenrot entgegen – 2:57
2. Auf, auf zum Kampf – 3:23
3. Der kleine Trompeter – 2:25
4. Bella ciao – 2:53
5. Mamita mía – 2:24
6. Die Thälmann-Kolonne – 1:50
7. El pueblo unido – 3:37
8. Trotz alledem – 3:30
9. Das Einheitsfrontlied – 2:20
10. Solidaritätslied – 2:37
11. Die Moorsoldaten – 3:48
12. Lied vom Knüppelchen  – 3:30
13. Die Internationale – 3:40

## Besonderheiten/Anmerkungen
Nicht alle Lieder stimmen textlich und musikalisch mit der Ursprungsversion überein.
Nach der historischen Vorlage von Ferdinand Freiligrath (1848) sang Wader den Titel Trotz alledem. Den Text hat er den (damals) aktuellen politischen Gegebenheiten angepasst. Auf seinem 2006 erschienenen Album Mal angenommen bringt er eine nochmals aktualisierte Version des Titels.

## Rezeption
Im Jahrbuch für Volksliedforschung bemängelte der Rezensent, dass bis auf drei weniger bekannte Lieder alles lautstark vom Publikum „mitgebrüllt und getrampelt“ werde. Waders Stimme sei oft kaum zu hören, das virtuose Gitarrenspiel, für das er bekannt sei, fehle auf dieser Platte. Wader interpretiere die Lieder im Sinne einer „‚Haudrauf-Saufaus‘-Romantik“ und verfehle damit ihre wahre Funktion: „ein trauriges Dokument der bierseligen Revolutionsromantik von Teilen der Linken in der Bundesrepublik“.
Der Musikwissenschaftler Ulrich Morgenstern nahm das Album in einem Aufsatz über die Musik der deutschen Anti-AKW-Bewegung aus ethnomusikologischer Sicht als Beispiel für Waders „kaum versteckte Verherrlichung revolutionärer und totalitärer Gewalt“, die in seinem Fall „sicherlich retrospektiv-historisierend“ gemeint sei.